# Большая Мутная (приток Индиги)
Большая Мутная — река в Заполярном районе Ненецкого автономного округа Архангельской области. Правый приток реки Индига.
Длина реки — 46 км. Река протекает по Малоземельской тундре.
Питание реки преимущественно снеговое, ледостав с конца октября до мая.

## Притоки
- 6 км: Грубый
- 10 км: Малая Мутная
- 14 км: Сарёда
- 30 км: Грубый

## Археология
На реке Мутной найдена одна из древнейших стоянок эпохи верхнего палеолита на севере европейской части России и древнейшая — в Ненецком автономном округе. Она датируется возрастом около 30 тыс. лет.